# تشارلز أ. كارلتون
تشارلز أ. كارلتون (بالإنجليزية: Charles Arms Carleton)‏ هو ضابط أمريكي، ولد في 27 مايو 1836، وتوفي في 1 أبريل 1897.